# Рибарий
Рибарий (Ribarius), Рибьер (Ribier) или Риберт (др.-в.-нем. Ribert, «блистательный советник»; ум. ок. 790) — 17-й настоятель монастыря святого Уайенда в Верхней Бургундии (современный регион Бургундия — Франш-Конте, Франция). После смерти мощи настоятеля были перенесены в Сен-Валери-сюр-Сом и почитаются в архиепархии Руана. День памяти — 19 декабря.